# 和泉教授夫妻シリーズ
『和泉教授夫妻シリーズ』（いずみきょうじゅふさいシリーズ）は、2001年から2003年まで過去3年にわたり、テレビ東京・BSジャパン共同制作「女と愛とミステリー」で放送されたテレビドラマシリーズ。全3回。主演は橋爪功といしだあゆみ。

## 概要
本シリーズは日本テレビ系の「火曜サスペンス劇場」で放送していた人気シリーズ『フルムーン旅情ミステリー』（主演：二谷英明・白川由美夫妻）のリメイク版である。
2010年には本シリーズの2作目『湯布院殺人事件』がフジテレビ系の「金曜プレステージ」（主演：渡瀬恒彦・名取裕子）にて放映された。

## キャスト

### 和泉家
和泉直人
演 - 橋爪功
明和大学法学部教授。家族は妻・麻子と娘・郷子。第3作は麻子の姪の美香が所属する雅楽部の臨時顧問になり合宿の引率で青森県夏泊半島へ行く。
和泉麻子
演 - いしだあゆみ
直人の妻。

### ゲスト
第1作「釧路湿原殺人事件」（2001年）
- 友利恵一（釧路湿原国立公園 管理官） - 西村和彦
- 友利郷子（友利の妻・直人と麻子の娘） - 岩崎ひろみ
- 仲野好江（観光振興協会 職員） - 中島ひろ子
- 塩川宗祐（釧路湿原国立公園管理事務所 主任・友利の部下） - モロ師岡
- 豊海一郎（釧路総合開発 社長） - 大林丈史
- 梅谷伸一（釧路総合開発 秘書室長） - 石田登星
- 桑田峰子（スナックのホステス） - 山本麻生
- 多島キエ（多島隆夫の妻） - 元井須美子
- 刑事 - 上杉陽一
- 島田霧子（小料理屋「駒形家」女将） - 原田貴和子
- 高橋鶴治（丹頂鶴の保護活動家） - 奥村公延
- 坂崎（釧路湿原駅 駅長） - 坂本明
- 友利と郷子の結婚式の仲人 - 上田耕一
- 正木（北海道警察捜査一課長） - 石丸謙二郎
- 片岡（釧路中央警察署 警部補） - 小野武彦

第2作「湯布院殺人事件」（2002年）
- 高梨春香（竜太郎の三女） - 宮本真希
- 竹西夏美（竜太郎の長女） - 高瀬春奈
- 竹西秀二（夏美の夫） - 徳井優
- 山内（大分西警察署 警部補） - モロ師岡
- 明和大学 理事長 - 佐原健二
- 料亭女将 - 磯村みどり
- 尾川義久（春香の恋人） - 志村東吾
- 板坂みち子（雄一の母・仲居） - 尾上博美
- 大木桂子（高梨家のお手伝い） - 服部妙子
- 馬場亮介（秋野の夫・ルポライター） - 内田健介
- 上森愛子（高梨家のお手伝い） - 平岩紙
- 馬場秋野（竜太郎の次女） - 一谷真由美
- 事務員 - 大澤桂子
- 高梨雄一（竜太郎の孫） - 広田亮平
- 谷口幸雄（大分地検 検事・和泉直人の教え子） - 萩原流行
- 高梨政次郎（竜太郎の弟） - 有川博
- 教授 - 西田健
- 高梨竜太郎（旅館「高梨庵」当主） - 鈴木瑞穂
- 宇田川信之（高梨家の執事） - 犬塚弘

第3作「夏泊殺人岬」（2003年）
- 江藤美香（明和大学雅楽部 副部長・麻子の姪） - 遠野凪子
- 石堂光一（青森県警本部捜査一課長） - 京本政樹
- 吉野義久（宿の従業員・本名「君根則和」） - 唐渡亮
- 加部伸次（10年前殺人事件を起こして服役し半月前出所） - 佐戸井けん太
- 松谷（警視庁勤務・和泉直人の教え子） - モロ師岡
- 佐々木貴史（明和大学雅楽部 部長・実家は「椿神社」） - 宝井誠明
- 秀山一平（明和大学雅楽部 部員） - 近藤公園
- 清川妙子（明和大学雅楽部 部員） - 山本ゆめ
- 竹内（青森東警察署 刑事） - 大竹周作
- 君根友則（夕子の父） - 野村昇史
- （夕子の母） - 池田道枝
- 君根夕子（友則の娘） - 舟木幸
- （秀山の父） - 小川隆一
- 秀山文代（秀山の母） - 東山明美
- 村上（青森東警察署 刑事） - 斉藤暁

## スタッフ
- 原作 - 内田康夫
- 脚本 - 岡本克己（第1作・第2作）、田子明弘（第3作）
- 音楽 - 大島ミチル
- 監督 - 松島稔
- 制作 - テレビ東京、BSジャパン

## 放送日程
| 話数 | 放送日         | サブタイトル | 原作                 | 脚本     | 監督   | 視聴率 |
| ---- | -------------- | --- | -------------------- | -------- | ------ | ------ |
| 1    | 2001年10月10日 | 釧路湿原殺人事件 大自然に埋もれた死体が3つ… 捜索隊を指揮する娘婿に疑惑！ 和泉法学教授が事件の謎を解く！            | 「釧路湿原殺人事件」 | 岡本克己 | 松島稔 | 14.7%  |
| 2    | 2002年10月30日 | 湯布院殺人事件 老舗旅館の相続をめぐる連続殺人！ 殺意の渦から法学教授は幼い6歳児を救えるか？ 熟年温泉旅行に謎の遺書 | 「湯布院殺人事件」   | 岡本克己 | 松島稔 | 09.9%  |
| 3    | 2003年11月05日 | 夏泊殺人岬 青森最果ての椿神社で毒殺された男は姪に付きまとう不審者！                                                | 「夏泊殺人岬」       | 田子明弘 | 松島稔 | 08.4%  |

- 視聴率はビデオリサーチ調べ、関東地区・世帯